# Стратегический форум D-10
Стратегический форум D-10 (англ. D-10 Strategy Forum) — неформальный, возможный международный клуб, объединяющий Великобританию, Германию, Италию, Канаду, Францию, Японию, США, Южную Корею, Индию и Австралию.
«D10» относится к инициативе Государственного департамента США по планированию будущей международной политики, датируемой 2008 годом. Её подхватил Атлантический совет, который в 2014 году выдвинул инициативу по поддержанию «демократического порядка, основанного на правилах» под руководством десяти «ведущих демократии мира». Возможная встреча «D10» представляет более 60 % людей, живущих в демократических странах мира.

## История
Представитель Государственного департамента США Курт Кэмпбелл по вопросам Восточной Азии и Тихого океана в правительстве Обамы, которого в прессе изображали «китайским ястребом» и «считают архитектором стратегии администрации Обамы „поворота в сторону Азии“ в 2012 году», в 2009 году опубликовал статью под названием «Как Америка может укрепить азиатский порядок». В статье он поддержал инициативу Атлантического совета и последующее предложение администрации Дональда Трампа о расширении «Большой семерки» в более крупную группу ведущих демократий мира, которая будет известна как D10, с добавлением Австралии, Индии и Южной Кореи, как "наиболее актуальная для решения вопросов торговли, технологий, и стандартов.
На 47-й саммите G7 Борис Джонсон который являлся председателем на этой встрече, пригласил на неё лидеров Индии, Корея, Австралии, а также ЮАР. Тогда многие эксперты высказали мнение что Борис Джонсон пытается расширить «Большую семерку» до формата «Большой десятки», форума для стран с ведущей демократией.

## Лидеры стран
| Страна           | Представитель        | Должность             |
| Канада           | Джастин Трюдо        | Премьер-министр       |
| Франция          | Эмманюэль Макрон     | Президент             |
| Германия         | Олаф Шольц           | Канцлер               |
| Италия           | Марио Драги          | Премьер-министр       |
| Япония           | Фумио Кисида         | Премьер-министр       |
| Великобритания   | Лиз Трасс            | Премьер-министр       |
| США              | Джо Байден           | Президент             |
| Австралия        | Энтони Албаниз       | Премьер-министр       |
| Республика Корея | Юн Сок Ёль           | Президент             |
| Индия            | Нарендра Моди        | Премьер-министр       |
| Европейский союз | Урсула фон дер Ляйен | Председатель комиссии |
| Европейский союз | Шарль Мишель         | Председатель совета   |

## Галерея лидеров
- Премьер-министр Канады Джастин Трюдо
- Президент Франции Эмманюэль Макрон
- Федеральный канцлер Германии Олаф Шольц
- Премьер-министр Италии Марио Драги
- Премьер-министр Японии Фумио Кисида
- Премьер-министр Великобритании Лиз Трасс
- Президент США Джо Байден
- Премьер-министр Австралии Энтони Албаниз
- Президент Республики Корея Юн Сок Ёль
- Премьер-министр Индии, Нарендра Моди
- Председатель Европейской комиссии Урсула фон дер Ляйен
- Председатель Европейского совета  Шарль Мишель